# Cieśle (gmina Drobin)
Cieśle – wieś sołecka w Polsce położona w województwie mazowieckim, w powiecie płockim, w gminie Drobin.
W latach 1975–1998 miejscowość należała administracyjnie do województwa płockiego.